# 沟口和洋
沟口和洋（日语：／ Mizoguchi Kazuhiro，1962年5月4日—），日本男子标枪运动员。他曾参加1984年夏季奥运会和1988年夏季奥运会男子标枪比赛，还曾获得1986年亚洲运动会男子标枪金牌。